# Ephedra tilhoana
Espèce
Classification phylogénétique
Statut de conservation UICN

 DD  : Données insuffisantes
Ephedra tilhoana est une espèce de plante du genre Ephedra et de la famille des Éphédracées.